# 郚公子春
郚公子春（？—？），羋姓，昭氏，字子春，战国时期楚国的王孙，祖父楚昭王，父亲坪夜君子良。
包山二號楚墓竹簡中有郚公子春，是為墓主昭佗曾祖。他的兄弟有平輿君成、王孙厌，儿子司马子音，孙子蔡公子家、东陵连嚣子发，曾孙有昭佗、昭良、昭乘、县貉公。他大約在楚簡王時期（前431年—前408年）担任圉县县令。上海博物館藏戰國楚竹書《命》《王居》兩篇有令尹子春，有学者认为即是郚公子春，但也有学者认为并非郚公子春，而是《繫年》第二十一章所載的莫敖昜為。